# Radio Werewolf
Radio Werewolf war eine kalifornische Band aus der Gegend um Los Angeles, die meist dem Death-Rock zugeordnet wird. Stilistisch entspricht die Band jedoch eher dem Gothabilly. Bekannt wurde sie eher durch extreme Aussagen und Auftritte als durch ihre Musik. Der Name der Band bezieht sich auf die gleichnamige Untergrundradiostation der nationalsozialistischen Deutschen nach der Kapitulation der Wehrmacht im Zweiten Weltkrieg.

## Geschichte

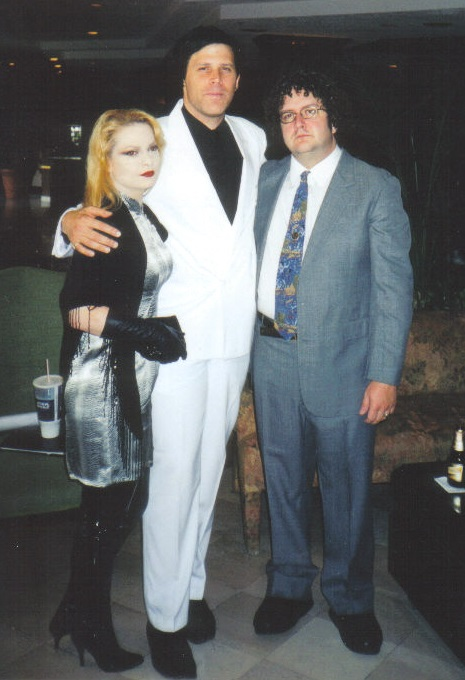
Zeena Schreck (links) und Nikolas Schreck (Mitte) zusammen mit Don Webb (ehemaliger Hohepriester des Temple of Set)

Die erste Idee zu einer Gruppe kam dem Schlagzeuger Evil Wilhelm, als er Unterricht für klassische Musik bekam. Er „begann davon zu träumen, wie es wäre ab und an ein klassisches Orchester mit einer kraftvollen Rock Rhythmus Sektion zu begleiten.“ 1981 lernte er Nikolas Schreck kennen, mit dem er sich auf Anhieb verstand. 1984 gründeten sie zusammen Radio Werewolf, wobei Schreck die Texte schrieb und sang, Wilhelm Schlagzeug spielte und Nathan Pino Hammond-Orgel spielte. Nachdem Pino Wilhelm zufolge verrückt geworden war und die Band verlassen hatte, wurde die Besetzung durch Paul Antonelli und James „Filth“ Collord ergänzt. In dieser Besetzung nahm Radio Werewolf eine Demokassette mit den vier Liedern Buried Alive, The Night (von dem Schreck später eine andere Version aufnahm), Koko the Clown (ein „flotter Up-Tempo Tribut an John Wayne Gacy“) und 1960 Cadillac Hearse (laut Wilhelm ein „sehr persönlicher Song über mein Fortbewegungsmittel und große Liebe seit 27 Jahren“ und „unsere humorvolle Hommage an die großen ‚Auto Songs‘ der 60er Jahre“) auf. Diese wurde jedoch nie veröffentlicht. Das Lied Buried Alive erschien auf der Kompilation American Gothic: The Krypt Compilation (1988). Daneben existieren weitere unveröffentlichte Lieder wie Charlie’s Girls, das sich auf die Manson Family bezieht, der „Tribut an das grosse Kino“ The Golden Age of Horror, The Final Curtain (ein Lied über den Tod) und The Triumph of the Will.
Die Gruppe trat mit 1960 Cadillac Hearse zudem im Film Mortuary Academy (dt. Bei uns liegen Sie richtig!) auf. Zu dem Filmauftritt kam die Band durch einen Zeitungsartikel im Musikmagazin The Music Connection mit dem Titel Who Needs A Record Deal When You Are Busy Taking Over The World, den der Bruder des Regisseurs gelesen hatte; das Skript des Films verlangte eine kontroverse Band, die er gefunden zu haben glaubte.
1988 verließ Evil Wilhelm die Band, da sie für ihn zum einen „immer mehr zu einer Aufgabe, die mir keine Freude bereitete“, wurde, zum anderen das Publikum „von intelligenten, innerlich erfüllten Visionären hin zu einem „Meer aus Skinheads“, die nicht in der Lage waren, die majestätische Kraft vor ihnen zu verstehen“, wurde. Während er dachte, Radio Werewolf sei mit seinem Ausstieg Geschichte, führte Schreck die Band zusammen mit seiner Gattin Zeena Schreck, der Tochter von Anton Szandor LaVey, dem Gründer der Church of Satan, fort und griff dabei auf andere musikalische Hintergründe zurück als Wilhelm. 1989 erschienen die ersten Alben The Fiery Summons und The Lightning and the Sun. 1992 erschien das letzte Album Love Conquers All, danach löste sich die Gruppe auf.
Evil Wilhelm gründete nach seinem Ausstieg zusammen mit James „Filth“ Collord die Band Symphony of Terror, die in Wilhelms musikalischer Tradition stand und komponierte mit ihm Musik für die Theaterstücke Dracula Tyrannus (1988), ein Stück über Vlad III. Drăculea und Once Upon a Midnight, ein Stück über das Leben von Edgar Allan Poe. Antonelli schreibt Musik für Film und Fernsehen.

## Ideologie
Die Live-Auftritte der Band in ihrer damaligen Besetzung werden in der Szene als legendär beschrieben. Bei diesen war stets ein Fanclub namens Radio Werewolf Youth Party anwesend. Zudem verwendete die Band extreme visuelle Elemente; so sieht man im Film Mortuary Academy den Totenschädel der SS-Totenkopfverbände im Hintergrund der Bühne, während die Band auf einer Bar Mitzwa spielt. Die Gruppe trat außerdem in SS-Uniformen auf und verwendete Hakenkreuze als Bühnenhintergrund. Wilhelm berichtet auch von Ausschreitungen, die die Band mit ihren Auftritten provozierte. Ebenso sorgte die Band für Kontroversen, als sie 1985 in Wally Georges Talkshow auftrat und sich dort für Charles Mansons Freilassung aussprach. Schreck trat sowohl mit Wilhelm als auch alleine in der Sendung Race and Reason des Neonazis Tom Metzger (White Aryan Resistance) auf. In diesen Fernsehauftritten gab die Gruppe provozierende Statements von sich, die auch rechte Fans anzogen, was laut Evil Wilhelm zu seinem Ausstieg führte.

## Diskografie

### Alben
- 1989: The Fiery Summons
- 1989: The Lightning and the Sun
- 1991: Songs for the End of the World
- 1992: Love Conquers All
- 2012: The Vinyl Solution - Analog Artifacts, Ritual Instrumentals and Undercover Versions

### Singles und EPs
- 1990: Bring Me the Head of Geraldo Rivera!
- 1991: Boots / Witchcraft